# محوطه جو خونزار
محوطه جو خونزار مربوط به دوران‌های تاریخی پس از اسلام است و در شهرستان کهگیلویه، روستای بلدون واقع شده و این اثر در تاریخ ۲۴ فروردین ۱۳۸۲ با شمارهٔ ثبت ۸۲۹۸ به‌عنوان یکی از آثار ملی ایران به ثبت رسیده است.